# Кылычсой, Семих
Семих Кылычсой (тур. Semih Kılıçsoy; родился 15 августа 2005) — турецкий футболист, нападающий клуба «Бешикташ» и сборной Турции. Участник чемпионата Европы 2024.

## Клубная карьера
Выступал за молодёжные команды турецких клубов «Газиосманпаша Венюс», «Арнавуткёй Яйла Спор» и «Бешикташ». В октябре 2021 года свой первый профессиональный контракт. 26 февраля 2023 года дебютировал в основном составе «Бешикташа» в матче турецкой Суперлиги против «Антальяспора». 27 июля 2023 года забил свой первый гол за клуб в матче Лиги конференций УЕФА против албанского клуба «Тирана».

## Карьера в сборной
Выступал за национальные футбольные сборные Турции до 14, до 15, до 17, до 19 лет и до 21 года.
4 июня 2024 года дебютировал за главную сборную Турции в товарищеском матче против сборной Италии.